# Saburo Kawabuchi
Saburo Kawabuchi (n. 3 decembrie 1936) este un fost fotbalist japonez.

## Statistici
| Japonia | Japonia | Japonia |
| An      | Meciuri | Goluri  |
| ------- | ------- | ------- |
| 1958    | 2       | 2       |
| 1959    | 9       | 3       |
| 1960    | 1       | 0       |
| 1961    | 6       | 1       |
| 1962    | 6       | 2       |
| 1963    | 0       | 0       |
| 1964    | 0       | 0       |
| 1965    | 2       | 0       |
| Total   | 26      | 8       |